# Carl Johann von Sichart
Carl Johann von Sichart, normiert Karl Johann von Sichart (* 4. April 1838 in Leipzig; † 23. März 1895 in Kötzschenbroda), war ein sächsischer Generalmajor.

## Leben und Wirken

### Herkunft
Carl Johann von Sichart stammte aus dem Adelsgeschlecht von Sichart. Er war ein Sohn des Königlich-sächsischen Generalmajors Carl Adolf von Sichart (1797–1854) und seiner Frau Marie, geb. von Schoenberg (1812–1888).

### Werdegang
Nach dem Schulbesuch schlug er ab 1853 eine Militärlaufbahn in der Königlich Sächsischen Armee ein. Im darauffolgenden Jahr war er als Kadett in der IV. Division an der Kadettenschule in Dresden. Als Leutnant (Beförderung 1857) war er 1863 im Jäger-Bataillon Nr. 13. Hier wurde er als Oberleutnant Adjutant und mit Patent vom 16. April 1867 zum Hauptmann befördert. Als Major war er 1880/81 etatmäßiger Stabsoffizier im Schützen-(Füsilier-)Regiment Nr. 108 in Dresden. 1886 war er weiterhin in der Position und bereits zum Oberstleutnant befördert worden. Am 1. April 1887 wurde er zum Oberst befördert und war 1889 Kommandeur des Infanterie-Regiments Nr. 105 in Straßburg. Am 18. Juli 1890 trat er aus dieser Position in den Ruhestand.
Bis 1889 war er u. a. mit dem Ritterkreuz des Militär-St.-Heinrichs-Orden (Verleihung 1870) und dem Ritterkreuz II. Klasse des Orden der Krone (Verleihung 1872) ausgezeichnet worden.

### Familie
Am 3. August 1864 heiratete er in Neukirchen Klara Freiin von Zedtwitz (1844–1924). Der Jurist Hans von Sichart war ihr Sohn.